# Rajd Dakar 1982

Trasa Rajdu Paryż-Dakar w 1982 roku.

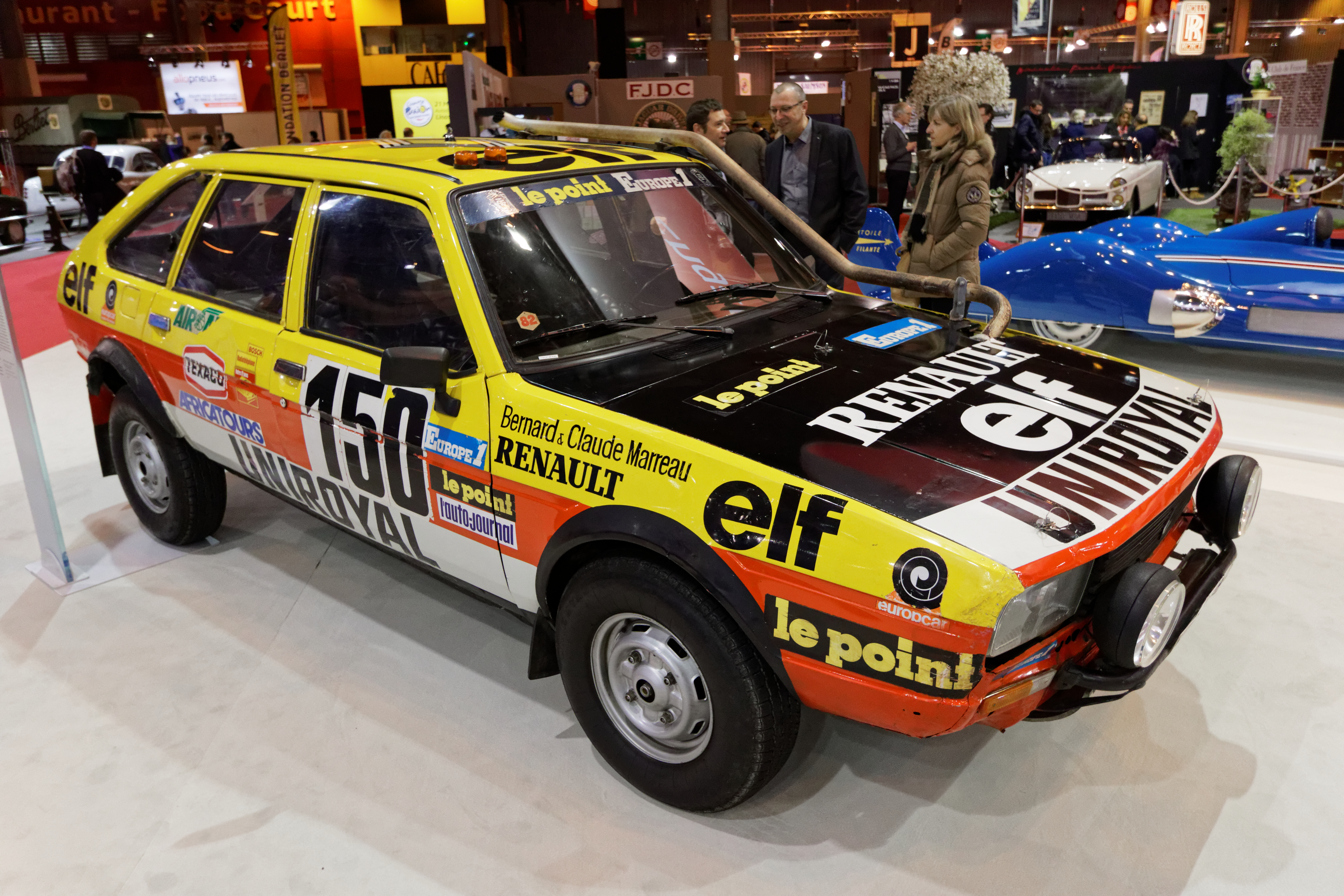
Renault 20 Turbo braci Claude'a i Bernarda Marreau – zwycięzca w kategorii samochodów.

Rajd Dakar 1982 – czwarta edycja Rajdu Paryż-Dakar. Wystartował 1 stycznia 1982 z Paryża i zakończył się 20 stycznia 1982 w Dakarze. W rajdzie wystartowało 129 motocykli, 233 samochody i 23 ciężarówki. Ostatecznie rywalizację ukończyło 33 motocykle, 87 samochodów i 9 ciężarówek. Całkowita długość trasy wynosiła 10 000 km, w tym 5963 km odcinków specjalnych.

## Etapy
| Etap | Data        | Start                   | Meta                    | Odległość               |                         |
| ---- | ----------- | ----------------------- | ----------------------- | ----------------------- | ----------------------- |
| 1    | 1 stycznia  | Paryż                   | Olivet                  |                         |                         |
| 2    | 2 stycznia  | Olivet                  | Sète                    |                         |                         |
|      | 3 stycznia  | Przeprowadzka do Afryki | Przeprowadzka do Afryki | Przeprowadzka do Afryki | Przeprowadzka do Afryki |
| 3    | 4 stycznia  | Algier                  | Ouled Djelall           | 470 km                  |                         |
| 4    | 5 stycznia  | Ouled Djelall           | Hassi Messaoud          |                         |                         |
| 5    | 6 stycznia  | Hassi Messaoud          | Bordj Omar Idriss       | 414 km                  |                         |
| 6    | 7 stycznia  | Bordj Omar Idriss       | Tit                     | 568 km                  |                         |
| 7    | 8 stycznia  | Tit                     | Timeaouine              | 538 km                  |                         |
| 8    | 9 stycznia  | Timeaouine              | Gao                     | 740 km                  |                         |
|      | 10 stycznia | Dzień przerwy           | Dzień przerwy           | Dzień przerwy           | Dzień przerwy           |
| 9    | 11 stycznia | Gao                     | Mopti                   | 538 km                  |                         |
| 10   | 12 stycznia | Mopti                   | Gao                     | 800 km                  |                         |
|      | 13 stycznia | Dzień przerwy           | Dzień przerwy           | Dzień przerwy           | Dzień przerwy           |
| 11   | 14 stycznia | Gao                     | Timbuktu                | 424 km                  |                         |
| 12   | 15 stycznia | Timbuktu                | Niono                   | 558 km                  |                         |
| 13   | 16 stycznia | Niono                   | Nioro du Sahel          | 517 km                  |                         |
| 14   | 17 stycznia | Nioro du Sahel          | Tambacounda             |                         |                         |
| 15   | 18 stycznia | Tambacounda             | Dahra                   | 306 km                  |                         |
| 16   | 19 stycznia | Dahra                   | Tiougoune               | 250 km                  |                         |
| 17   | 20 stycznia | Tiougoune               | Dakar                   | 100 km                  |                         |

## Klasyfikacja końcowa

### Motocykle
| Miejsce                            | Motocyklista        | Marka         |
| ---------------------------------- | ------------------- | ------------- |
| 1                                  | Cyril Neveu         | Honda 550 XR  |
| 2                                  | Philippe Vassard    | Honda 550 XR  |
| 3                                  | Grégoire Verhaeghe  | Barigo 500    |
| 4                                  | Guy Albaret         | Yamaha XT 500 |
| 5                                  | Michel Merel        | Yamaha XT 570 |
| 6                                  | Daniel Chabanette   | HVA WR 249    |
| 7                                  | Bernard Rigoni      | Honda 550 XR  |
| 8                                  | Thierry Charbonnier | HVA 250       |
| 9                                  | Alain Boissonnade   | HVA 250       |
| 10                                 | Olivier Kirkpatrick | Yamaha XT 500 |
| Rajd ukończyło 33 motocykle ze 132 |                     |               |

### Samochody
| Miejsce                            | Kierowca – Pilot                      | Marka                |
| ---------------------------------- | ------------------------------------- | -------------------- |
| 1                                  | Claude Marreau, Bernard Marreau       | Renault 20 Turbo     |
| 2                                  | Jean-Claude Briavoine, André Deliaire | Łada Niva            |
| 3                                  | Jean-Pierre Jaussaud, Michel Briere   | Mercedes 280 GE      |
| 4                                  | Pierre Lartigue, Patrick Destaillats  | Range Rover V8       |
| 5                                  | Jacky Ickx, Claude Brasseur           | Mercedes             |
| 6                                  | Georges Debussy, Roland Bertranne     | Mercedes Proto       |
| 7                                  | Patrick Zaniroli, Dominique Lemoyne   | Range Rover V8       |
| 8                                  | Médéric Simbille, Annick Simbille     | Mercedes 280 GE KORO |
| 9                                  | Max Schachenmann, Jean-Michel Pouget  | Toyota Hilux         |
| 10                                 | Gérard Planson, Claude Berry          | Mercedes 280 GE      |
| Rajd ukończyło 87 samochodów z 237 |                                       |                      |

### Ciężarówki
| Miejsce                          | Kierowca – Pilot – Mechanik                           | Marka             |
| -------------------------------- | ----------------------------------------------------- | ----------------- |
| 1                                | Georges Groine, Thierry de Saulieu, Bernard Malferiol | Mercedes U 1700   |
| 2                                | Pierre Laleu, Bernard Langlois                        | Mercedes U 1300 L |
| 3                                | Jan de Rooy, Gérard Straetmans                        | DAF NTT 2800      |
| 4                                | Claude Hervé, Jean-Claude Garcia                      | ACMAT             |
| 5                                | Etienne Martinez, Jean-Paul Oligo                     | Mercedes U 1300 L |
| 6                                | Jean-Claude Avoyne, Georges Landais                   | Leyland Marathon  |
| 7                                | Jean-Pierre Rolland, Alain Lorget, Armel Lutun        | Unic Marmont      |
| 8                                | Carlos Del Val, Jaime Lazcano                         | Iveco 190 PAC 26  |
| 9                                | Maurice Baillet, Patrick Ferraz, Raymond Branche      | Volvo N10         |
| Rajd ukończyło 9 ciężarówek z 23 |                                                       |                   |

## Wypadki podczas rajdu
- Mark Thatcher – syn brytyjskiej premier Margaret Thatcher, zaginął na pustyni razem ze swoim pilotem i mechanikiem. Wszyscy zostali odnalezieni po sześciu dniach cali i zdrowi[1].
- Holenderski motocyklista Bert Oosterhuis, jadący Yamahą, zmarł w wyniku obrażeń doznanych podczas upadku[2].